# NGC 2748
NGC 2748 é uma galáxia espiral na direção da constelação de Camelopardalis. O objeto foi descoberto pelo astrônomo John Herschel em 1828, usando um telescópio refletor com abertura de 18,7 polegadas. Devido a sua moderada magnitude aparente (+11,6), é visível apenas com telescópios amadores ou com equipamentos superiores. 